# James Young (scheikundige)
James Young (Glasgow, 13 juli 1811 – Wemyss Bay, 13 mei 1883) was een Schots scheikundige. Hij is vooral bekend vanwege zijn werk op het gebied van de destillatie van paraffine uit steenkool en olieschalie, wat hem de bijnaam "Paraffine Young" opleverde.

## Biografie
James Young werd geboren in Glasgow als zoon van een meubelmaker. Hij ging in de leer bij zijn vader terwijl hij ook avondlessen volgde. Op 19-jarige leeftijd ging hij naar de Universiteit van Strathclyde, waar hij de scheikundige Thomas Graham en de ondekkingsreiziger David Livingstone leerde kennen. Met deze laatste bleef hij bevriend tot diens dood in Afrika in 1873.
In 1838 trouwde hij met Mary Young uit Paisley. Na de dood van zijn vrouw in 1868 verhuisde hij met zijn zoon en dochter naar Wemyss Bay, waar hij in 1883 overleed.

## Carrière
Na onderzoek te hebben gedaan op het vlak van elektriciteit en aardappelziekte raakte Young in 1847 geïnteresseerd in een natuurlijke petroleuminfiltratie in een kolenmijn in Alfreton (Derbyshire). Uit deze olie destilleerde hij een fijne brandstof voor kerosinelampen en een dikkere olie die wordt gebruikt om motoren te smeren. Het jaar daarop richtte hij samen met zijn vriend Edward Meldrum een olieraffinaderij op: de verkopen waren goed, maar de aanvoer uit de kolenmijn droogde op in 1851.
Young merkte op dat de olie van het zandstenen dak van de kolenmijn druppelde en theoretiseerde dat deze op de een of andere manier voortkwam uit de werking van hitte op de kolenlaag, zodat deze kunstmatig moest kunnen geproduceerd worden. Na vele experimenten slaagde hij er uiteindelijk in om door het destilleren van olieschalie op lage temperatuur een vloeistof te produceren die leek op aardolie en die, wanneer ze op dezelfde manier behandeld werd als petroleuminfiltratie, soortgelijke producten opleverde. Een van deze producten noemde hij paraffineolie omdat ze bij lage temperaturen stolde tot een substantie die op paraffinewas leek.
In oktober 1850 diende Young een octrooi in op de productie van oliën en vaste paraffine. Met zijn vriend Meldrum vestigden ze zich in Bathgate en richtten er samen met Edward William Binney in 1851 hun olieproductiebedrijf op.
In 1852 diende Young in de Verenigde Staten een octrooi in voor de productie van paraffineolie uit de destillatie van steenkool. Dit patent leidt tot tal van juridische gevolgen, waarbij andere producenten royalty's moesten betalen.

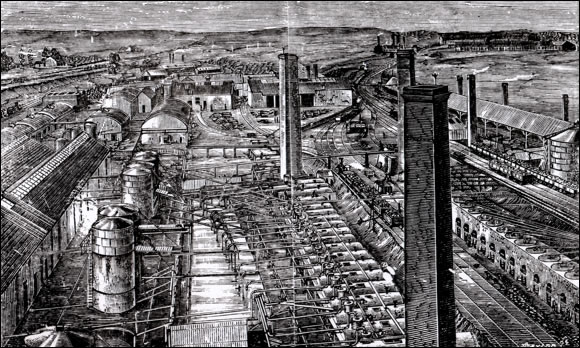
De raffinaderij in Addiewell

In 1865 kocht Young zijn zakenpartners uit en bouwde een tweede en grotere fabriek in Addiewell, nabij West Calder. Het was in zijn tijd een van de grootste chemische fabrieken in Schotland. In 1866 verkocht Young het bedrijf aan Young's Paraffin Light and Mineral Oil Company. Hoewel Young in het bedrijf bleef, speelde hij er geen actieve rol meer, maar trok hij zich terug uit het bedrijfsleven om zich bezig te houden met zeilen, reizen, andere wetenschappelijke bezigheden en het beheer van de landgoederen die hij had gekocht.
Het bedrijf bleef groeien, breidde zijn activiteiten uit en verkocht paraffineolie en paraffinelampen over de hele wereld. De olieschalie-industrie in West Lothian bereikte een hoogtepunt rond 1892, met 120 schalie-oliefabrieken die 4000 man tewerk stelden. De verwerking van olieschalie was echter energie-intensief en duur. Goedkopere, vrij stromende aardolie uit Rusland en later uit de VS zorgde ervoor dat de olieschalie-industrie in 1919 bijna instortte. Young's raffinaderij werd rond 1921 gesloten.